# 肖特360
肖特360（英語：Short 360），由肖特兄弟公司研發，以肖特330為基礎的小飛機，載客量達39人，於1981年投入服務，是肖特330的延長版。

## 發展
肖特360計劃於1980年公佈，是以30—33座的肖特330為藍本而研發出來的36座小飛機，采用密集配置时最高載客量達39人。兩款客機具有高度共通性，其尺寸也差不多。肖特360比330長，機尾部份與肖特330不一樣，将雙垂直尾翼改為單垂直尾翼設計。肖特360機身比肖特330長91cm，允許多設兩行共6名乘客，新的機體更符合空氣動力學，能減低阻力，而飛機翼展亦稍長。肖特360採用普惠PT6A-65R發動機。肖特360原型機首飛於1981年6月1日，9月3日取得適航證。
投產後，肖特開始著手一系統衍生型號，首個是肖特360 Advanced，採用PT6A-65-AR發動機，於1985年末投入服務。接著推出的是於1987年3月投入服務的360-300型，採用六葉片、更強馬力的PT6A-67R發動機，飛機更符合空氣動力學，提高巡航速度，以及具有良好的「高、熱」环境下的飞行性能。而肖特360-300亦設有貨機型號360-300F。肖特360於1991年停產，共生產165架。

## 運作

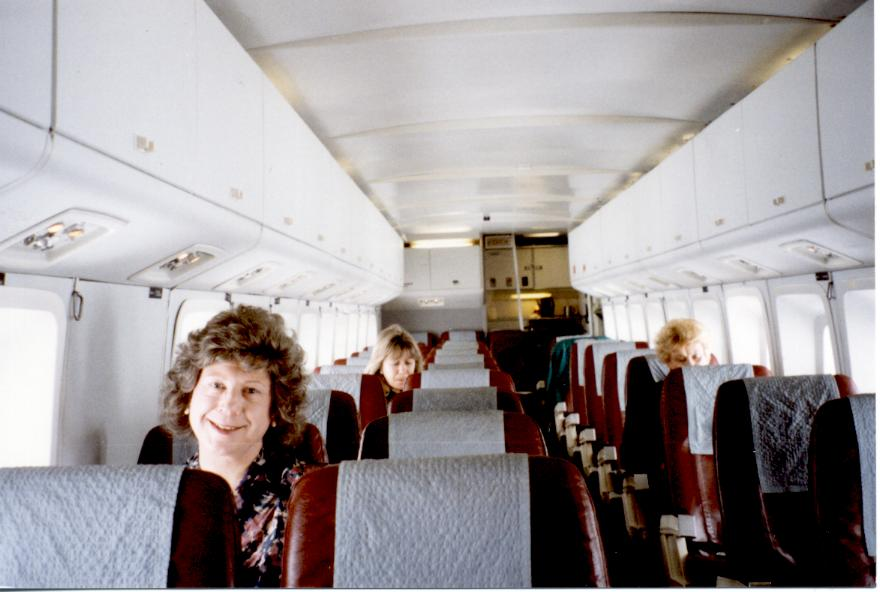
肖特360客艙採用2-1座位設計，客艙形狀像一個盒子

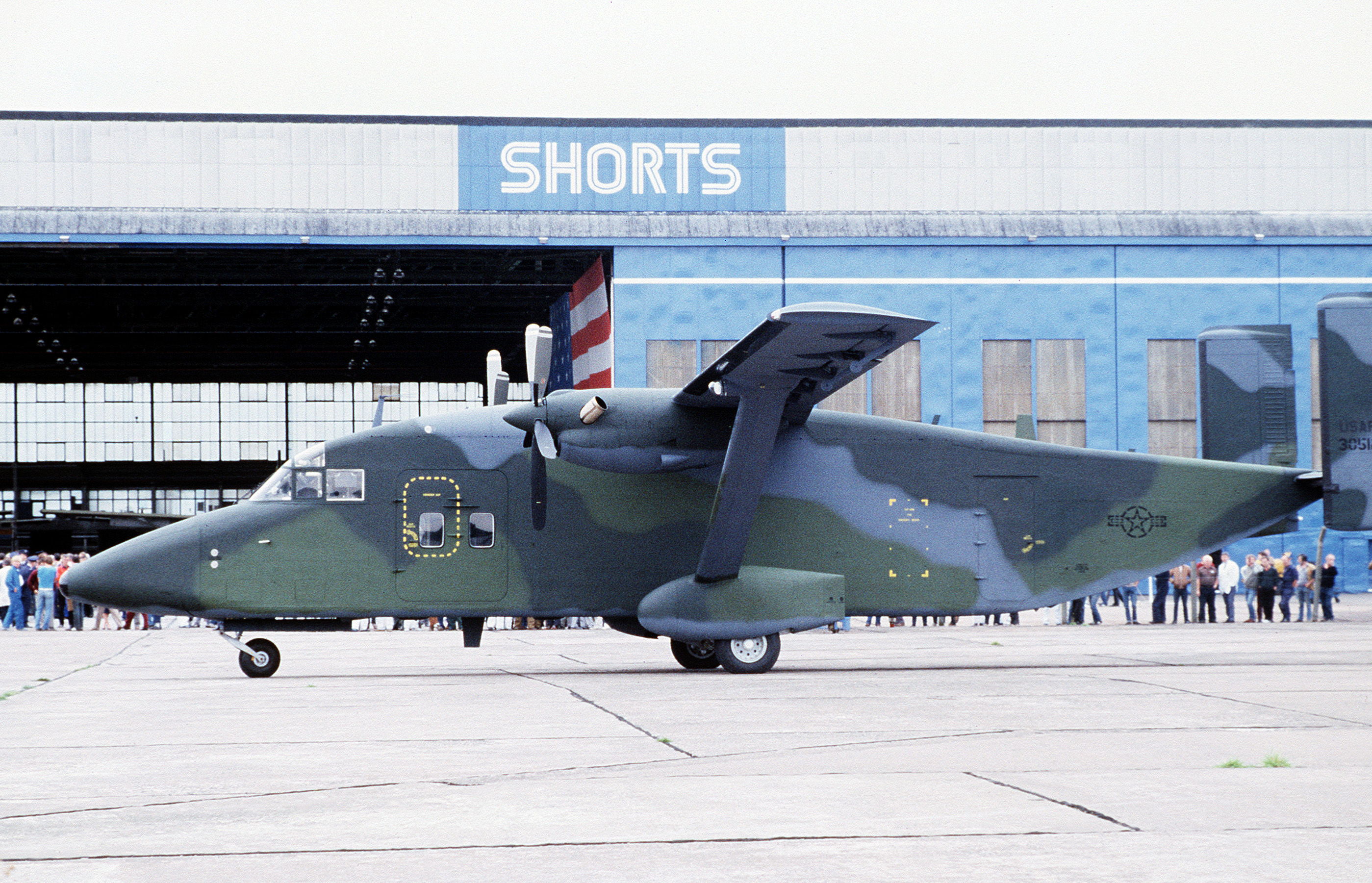
軍用C-23

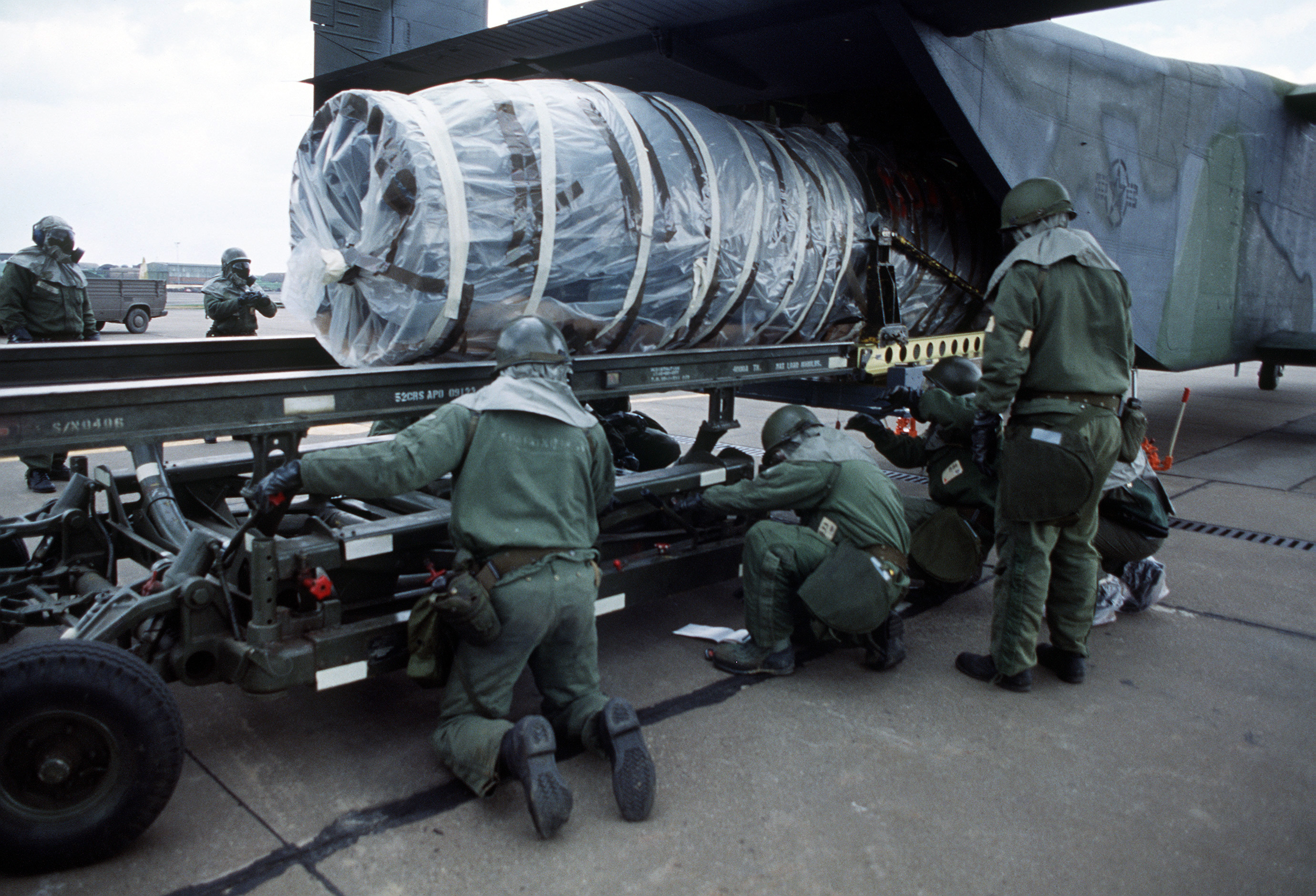
貨機版

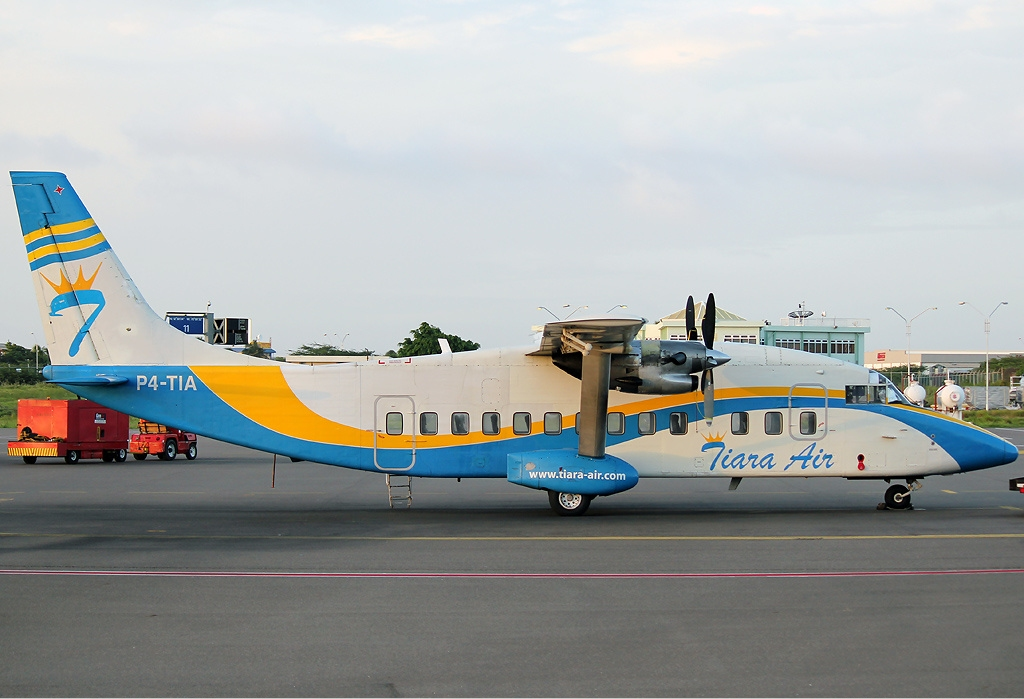
阿魯巴Tiara航空機

肖特360於1981年11月投入服務，首個營運者為郊區航空（Suburban Airlines，後被合併至阿勒格尼航空和全美航空），承襲肖特330的长处和聲譽，並受到各地航空公司的青睞。肖特360能在1,400米跑道上進行升降，能服務一些跑道較短、普通定期航班難以服務的機場。肖特360在1万英尺高空的巡航时速為370公里，雖然在競爭市場上並不算高速，但它營運成本低廉、良好性能、易於使用和維護。而PT6A發动機通過國際民航組織的三級噪音適用认证，使肖特360（及330）成為最寧靜的渦扇客機之一。肖特360於1991年停產，共生產165架；截至1998年，約有110架肖特360營運中。

### 在中国的运营历史
1985年中国民航从英国引进肖特360型飞机，东航山东分公司于1985年6月执管4架，至1994年4架转售。肖特360型飞机属轻型结构飞机，由于设计上的缺陷，结构强度较差，因此检修中出现的问题较多：铝皮地板大面积下陷，地板下部加强骨架严重变形；座椅设计结构强度低，机上36只座椅垫板全部损坏断裂，骨架也有不同程度损坏。1985年，民航广州管理局购置4架肖特360型飞机调驻武汉南湖机场，由民航湖北省管理局执管，飞机编号为3605、3606、3607和3608。1985年10月22日，一架注册编号为B-3606的中国民航肖特360飞机搭载21位乘客连同4名机组人员共25人从武汉机场起飞前往450公里外的恩施，该航班为两地间的定期航班。当飞机到达旧恩施机场降落时，冲出跑道，机上全体人员无一死亡，但飞机损毁严重，最终报废。此事故导致旧恩施机场关闭停航。南航将余下3架飞机从武汉调驻沙市机场，由南航民航第15飞行大队执管，1995年南航将3架飞机出售给国外。

## 型號
- 360-100：肖特360首個型號，採用普惠公司PT6A-65R發動機[5]。
- 360 Advanced：採用經改良的PT6A-65AR發動機，每個發動機提供1,424 軸馬力 （1,062 千瓦）[5]，於1985年投入服務，後來此型號更名為360-200[5]。
- 360-300：採用馬力更強的PT6A-67R發動機，配置六片葉片，從而提高巡航速度和改善性能[5]。
- 360-300F：肖特360-300的貨機型號[5]，可承載5個LD3貨櫃。
- C-23雪爾帕人 B及C型是肖特360的軍用機，主要由美軍營運[6]。

## 性能（360-100）
基本信息
- 机组：3人 （2駕駛及1空服員）
- 容量：36人
- 翼型：NACA 63系列

性能